# Henri-Pierre Roché
Henri-Pierre Roché (París, 28 de mayo de 1879 – 9 de abril de 1959) fue un escritor francés, autor de la novela Jules et Jim, que estuvo de joven muy relacionado con las vanguardias, en particular con cubistas y dadaístas.

## Trayectoria
En 1898, Henri-Pierre Roché estudió en la parisina Académie Julian. Luego, fue un periodista respectado así como un coleccionista y comerciante de arte, que se introdujo a fondo en el mundo artístico en general. A inicios del siglo XX hizo amistad con artistas en París, como Ortiz de Zárate, Marie Vassilieff, por un lado, y por otro con Max Jacob y Pablo Picasso.
Roché dio conocer a Picasso a Leo y Gertrude Stein en 1905. Por su parte, Roché será mencionado por Gertrude Stein en el capítulo III de su The Autobiography of Alice B. Toklas; ella recuerda su amigable lectura de Three Lives de la escritora americana, y además reconoció pronto la valía de su escritura.
En 1914-1918, Roché fue corresponsal de guerra para Temps. Luego, vivió en América, Inglaterra, Alemania y Oriente. Tradujo a Peter Altenberg, Arthur Schnitzler o a Keiserling. Publicó cuentos en varias revistas.
Tuvo una gran amistad con Franz Hessel (1880-1941), escritor y traductor alemán, que murió en Francia; se había casado este en 1913 con la pintora berlinesa Helen Hessel, cuyo nombre de soltera era Helen Grund; Roché y Hessel tuvieron una relación triangular con ella. De hecho, Hessel inspiró el personaje Jules para la novela Jules et Jim escrita por Roche a los 74 años. La novela, situada en 1909 inicialmente y luego en la Gran Guerra, narra los amores paralelos o convergentes de dos amigos con una misma mujer, que se casará con el alemán. No pudo ver Roché el film de François Truffaut, Jules y Jim, aunque sí supo el novelista del gran interés que Truffaut tenía por sus libros.
Ese interés se plasmó entre otras cosas en el rodaje, años después, de Deux anglaises et le Continent: fue un autor decisivo para Truffaut, como se reconoce desde hace años. Gracias a las películas de Truffaut se lanzó al novelista Roché, desaparecido ya en 1959.

## Obra
- Jules et Jim, 1953
- Les deux anglaises et le continent, 1956